# Alma Maey
Alma Maey (* 23. Dezember 1897 in Langsee; † 1992) war eine deutsche Politikerin (SED). Sie war in den Jahren 1946 bis 1950 Abgeordnete des Landtages Brandenburg und von 1955 bis 1960 Vorsitzende des DFD-Bezirksvorstandes Cottbus.

## Leben
Alma Maey wurde als sechstes Kind eines Dorfschullehrers im ostpreußischen Dorf Langsee geboren. Sie besuchte die Volksschule und das Lyzeum. Während des Ersten Weltkriegs arbeitete sie als Dienstmädchen bei einem Gutsverwalter. Sie trat 1918 in die Sozialdemokratische Partei Deutschlands (SPD) ein.
Sie heiratete im Jahr 1923 den Pädagogen Hermann Maey und bekam im gleichen Jahr einen Sohn, der während des Zweiten Weltkriegs fiel. Wegen ihres illegalen Widerstandes gegen den Nationalsozialismus wurde sie im Polizeigefängnis Köslin eingekerkert. Schwer erkrankt musste sie in ein Krankenhaus eingeliefert werden
und entkam so weiteren Repressalien. Nach ihrer Entlassung beteiligte sie sich in Berlin an antifaschistischen Flugblatt-Aktionen.
Nach dem Krieg wurde sie in Berlin wieder Mitglied der SPD. Hier war sie am Aufbau der I. Gemeindeschule beteiligt. Maey ging im September 1945 nach Lübben, wo sie im Rat des Kreises Arbeit fand und 1947 zur Bürgermeisterin gewählt wurde. Im April 1946 wurde sie Mitglied der Sozialistischen Einheitspartei Deutschlands (SED). Von 1946 bis 1950 gehörte sie als Mitglied der SED-Fraktion dem Brandenburger Landtag an. Sie war dann von 1951 bis 1952 Landrätin und von 1952 bis 1955 Vorsitzende des Rates des Kreises Lübben. Maey war von 1955 bis Oktober 1960 als Nachfolgerin von Gertrud Nolte Vorsitzende des Bezirksvorstandes Cottbus des Demokratischen Frauenbundes Deutschlands (DFD). Anschließend war sie als Kaderleiterin des Bezirkskrankenhauses Cottbus tätig. Maey lebte zuletzt als Veteranin in Cottbus.
Als Delegierte nahm sie im Jahr 1955 am Weltkongress des „Internationalen Mütterkomitees zur Verteidigung der Kinder gegen den Krieg“ in Lausanne teil.

## Auszeichnungen und Ehrungen
- 1968 Orden „Banner der Arbeit“
- 1979 Ehrenbürgerschaft der Stadt Cottbus[3]
- 1987 Vaterländischer Verdienstorden in Gold